# Släpp fångarne loss – det är vår!
Släpp fångarne loss – det är vår! är en svensk komedifilm från 1975 i regi av Tage Danielsson. I huvudrollerna ses Tage Danielsson, Lena Nyman, Gösta Ekman, Margaretha Krook och Ernst-Hugo Järegård.

## Handling
Frida och hennes vän sjunger "Släpp fångarne loss – det är vår!" och målar slagord på en fängelsemur. De vill ge fångarna en chans till frihet och återanpassning. De rider sedan hem till sitt gemensamma hus där de fortsätter samtalet om poliser i olika former tills fullmånen lyser och det är dags att sova. 
Den nyutsläppte fången Harald Hansson återfaller i brottslighet då han begår inbrott hos rådmannen en natt. Under inbrottet gör han ett outplånligt intryck på dennes dotter. Hon blir så förälskad att hon därefter försöker komma på nya sätt att frita honom ur fängelset; dessa är inte helt lyckade, trots att varken fängelsedirektören eller fångvaktaren är särskilt slipade.

## Om filmen
Filmen var ett slags inlägg i 1970-talets debatt om liberaliseringen av kriminalvården i Sverige. Den hämtade sin titel och några av rollfigurerna från Birger Sjöbergs visa i Fridas bok, vilken Tage Danielsson och Lena Nyman sjöng i filmen. Stora delar av filmen spelades in på Långholmens centralfängelse i Stockholm, som just då höll på att tömmas. Filmen hade premiär på biograf Spegeln i Stockholm den 6 december 1975.

### Eftermäle
Filmen har givits ut på DVD och Blu-ray flera gånger, både som separat film och i DVD-box. Den gavs bland annat ut i DVD-serien Svenska SF-klassiker 2008.
Släpp fångarne loss – det är vår! har visats i SVT, bland annat i januari och i maj 2020 samt i februari 2022.

## Rollista (i urval)
- Lena Nyman – Frida
- Tage Danielsson – hennes vän
- Gösta Ekman – Frans, fängelsedirektör
- Hans Alfredson – fångvaktare Erlandsson
- Georg Årlin – rådman
- Margaretha Krook – Flora, rådmans dotter
- Ernst-Hugo Järegård – Harald Hansson, fånge
- Jan Malmsjö – Professorn, fånge
- Urban Sahlin – Apan, fånge
- Rune Gustafsson – Segovia, fånge
- Henric Holmberg – fånge som skalar potatis
- Rolf Sohlman – fartdåren
- Fred Gunnarsson – polis vid skrivmaskin
- Gregor Dahlman – fånge som mördat sin fru för att hon pratade för mycket
- Torbjörn Ljung – Fridas vän som liten
- Helena Brodin – Fridas väns mor
- Vera Schmiterlöw – Asta Nilsson, ordförande i Svenska Småkaksakademin, fd. innehavare av sybehörsaffär
- Rutger Nygren – Arvid Levin, medlem av Småkaksakademin, före detta juvelerare och straffad för förskingring
- Gunnar Svensson – parkvakt
- Dora Söderberg – damen som ringer polisen för att få hjälp med matlagning
- Per-Axel Arosenius – polis
- Manne Grünberger – övergångspolis
- Inga-Lill Åhström – medlem av Småkaksakademin
- Martha Colliander – medlem av Småkaksakademin
- Kar de Mumma – medlem av Småkaksakademin[5]

## Musik i filmen (i urval)
- "Släpp fångarne loss!", skriven av Birger Sjöberg, framförd av Lena Nyman och Tage Danielsson
- "Den första gång jag såg dig", skriven av Birger Sjöberg, framförd av Ernst-Hugo Järegård
- "Ring isoleringen!", musik av Rune Gustafsson, text av Tage Danielsson, framförd av Jan Malmsjö
- "Jag är ute när gumman min är inne", musik av Jules Sylvain, text av Ernst Rolf, Nils-Georg och Gösta Stevens, framförd av Tage Danielsson och Lena Nyman